# لرداسر (شبخوسلات)
لرداسر (بالفارسية: لرداسر) هي قرية تقع في إيران في قسم شبخوسلات الريفي. يقدر عدد سكانها بـ 56 نسمة بحسب إحصاء 2016.